# MS Katarina
Le MS Katarina (exAranda) est un navire océanographique qui a appartenu au Centre finlandais de l'environnement (en finnois : SYKE) d'Helsinki. En 1989 il est devenu un navire-école pour l'école d'études nautiques de Kotka en Finlande.

## Histoire
En 1949, l’Office national finlandais de la navigation a commandé un navire à passagers renforcé pour la navigation dans les glaces, afin de transporter des personnes et des marchandises vers les îles de l’Archipel finlandais. Le nouveau navire a été lancé en 1951 et baptisé Aranda. C'est le deuxième navire à porter ce nom après la remise du précédent Aranda à l'Union soviétique, à titre de réparation de guerre après la Seconde Guerre mondiale . En raison de ces réparations, la livraison du navire a été retardée jusqu'en 1953.
Bien que construit principalement comme "bateau d'hiver" pour les communautés de l'archipel, il a servi de navire de recherche pour l'Institut finlandais de recherche marine. Au cours de cette période, il s’est parfois aventuré hors de la mer Baltique, par exemple à Svalbard en 1957. Au début des années 1960, il a parfois été utilisé comme navire d’entraînement pour les écoles maritimes. Il a été réaménagé à deux reprises, en 1976 et en 1983.
Lorsque le S/s Aranda, un navire de recherche spécialement construit pour l'Institut de recherche marine, a été construit en 1989, l'ancien Aranda a été renommé Katarina et transféré à l' école de sciences nautiques de Kotka pour servir de navire-école.

## Caractéristiques générales
Katarina  a eu sa coque est renforcée pour la navigation dans les glaces conformément aux règles de la classe de glace finlandaise-suédoise et elle a une classe de glace de 1A.
Construit comme un navire de glace, Katarina était équipé d'hélices à la poupe et à l'avant. Auparavant, un tel système de propulsion était utilisé dans les brise-glace finlandais. Ses moteurs principaux, un groupe électrogène diesel 4 vitesses Wärtsilä 4R22HF et un groupe électrogène diesel 8 vitesses Wärtsilä 8R22HF à 8 cylindres, produisent 590 et 1 180 kW d'électricité, respectivement. Les moteurs de propulsion sont classés 855 kW (arrière) et 630 kW (arc). En outre, Katarina possède un propulseur d'étrave et un propulseur de poupe.

## Galerie

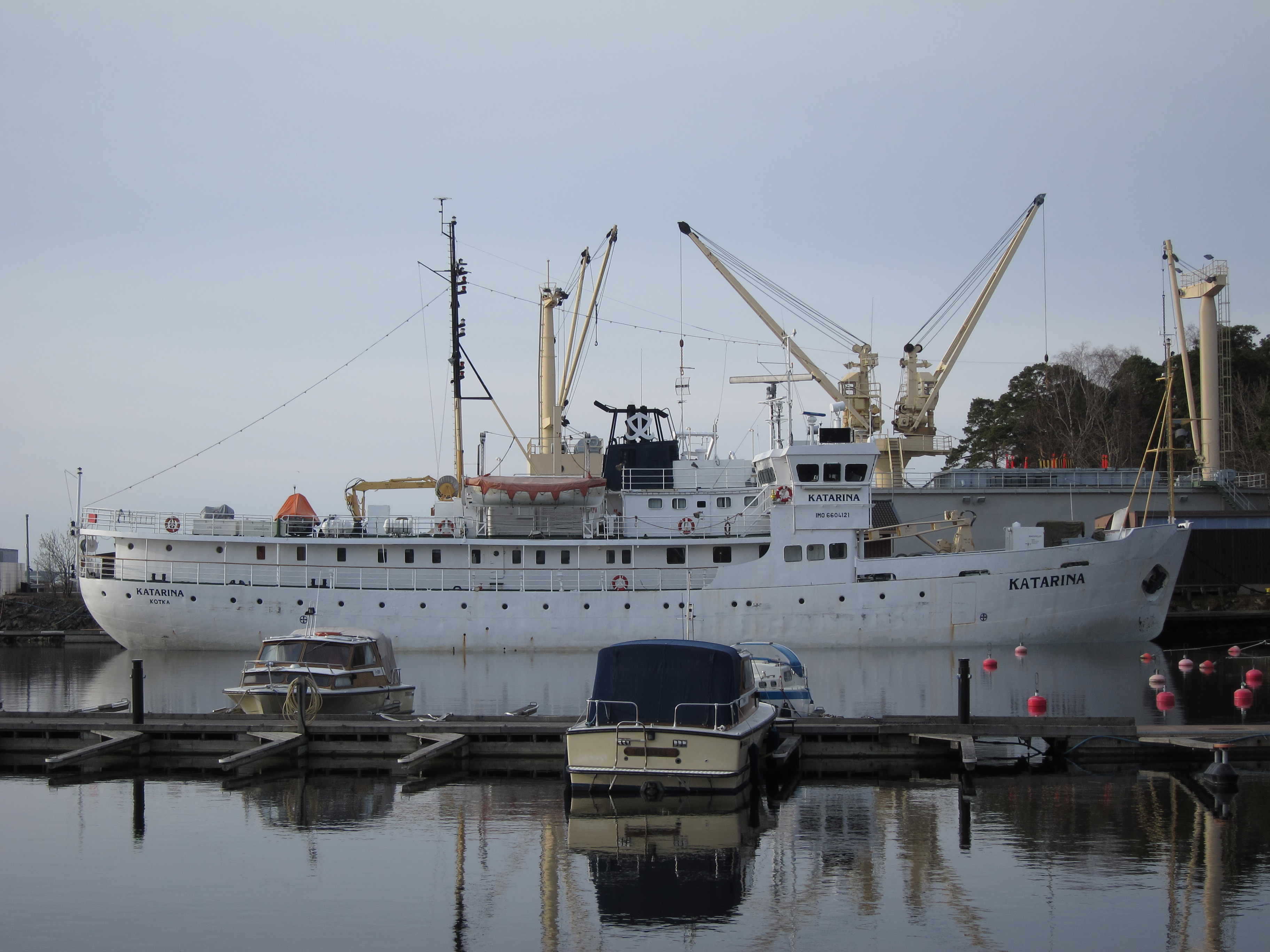
MS Katarina (en 203)
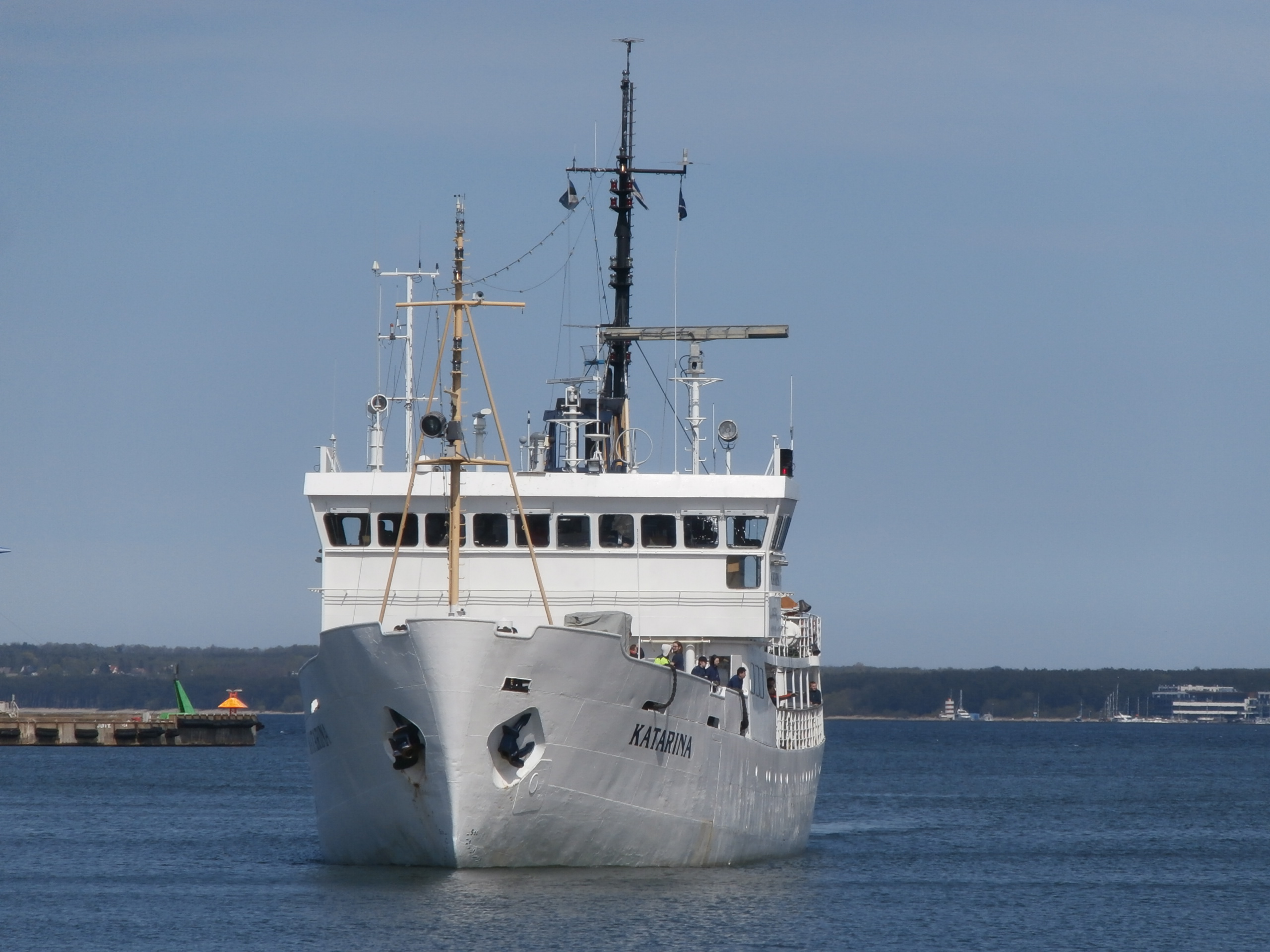
MS Katarina

### Note et référence
- (en) Cet article est partiellement ou en totalité issu de l’article de Wikipédia en anglais intitulé « Katarina (1953 ship) » (voir la liste des auteurs).